# Television Infrared Observation Satellite

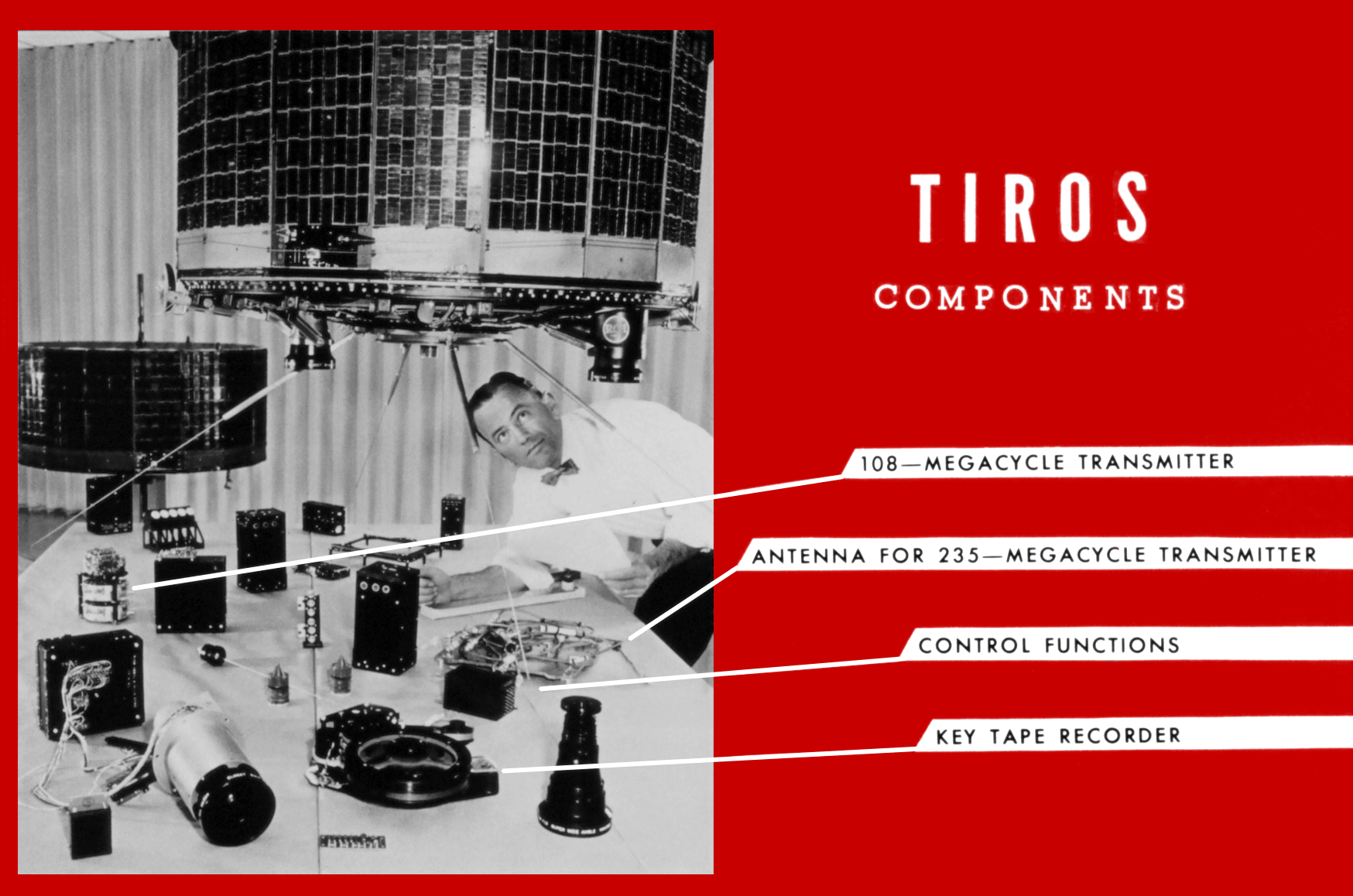
Afbeelding uit 1960 van het satellietsysteem, met diverse onderdelen

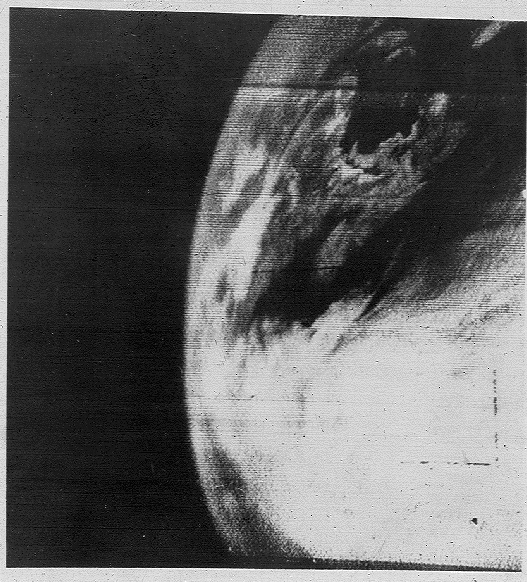
Eerste televisiebeeld van de Aarde gezien vanuit de ruimte, gemaakt door TIROS-1

TIROS, voluit Television Infrared Observation Satellite, was een serie weersatellieten van de NASA, beginnend met de TIROS-1 in 1960. Het programma bewees het nut van weerobservatie met satellieten.
De foto's werden opgeslagen op een magneetband, en als de satelliet binnen bereik van een de controleposten kwam, naar de aarde geseind met een FM-zender van 2 watt. Na het verzenden werd de tape gewist voor hergebruik.

## ESSA-serie
De ESSA-serie was een serie weersatellieten gelanceerd tussen 1966 en 1969 als opvolger van de oorspronkelijke TIROS-serie. De ESSA-serie was een samenwerkingsproject van de Environmental Science Services Administration (ESSA) en de NASA.
De ESSA-serie (in totaal 9 satellieten, ESSA-I tot en met ESSA-IX) was qua ontwerp gebaseerd op de satellieten van de TIROS-serie. Alle ESSA-satellieten waren een soort koekblikken met een diameter van 106,68 centimeter (42 inch) en een hoogte van 55,88 centimeter (22 inch). De zijkanten waren afgeplat, zodat ze er van bovenaf gezien uitzagen als regelmatige, 18-zijdige polygonen. Ze wogen allemaal tussen de 120 en 155 kilogram en waren opgebouwd uit staal en aluminium. Ze waren allemaal uitgerust met 9100 afzonderlijke zonnecellen, die elektriciteit leverden aan de 63 nikkel-cadmium batterijen die ieder van de apparaten aan boord had.
De "afgeplatte wiel"-vorm van de satellieten was gekozen om te passen bij de polaire baan die de apparaten rond de Aarde zouden beschrijven. Rond de Aarde cirkelend, met hun zijkant naar de planeet gericht, zou de grote boven- of onderkant altijd naar de zon gericht zijn. Tegelijkertijd maakte de wielvorm het mogelijk om 100% van de tijd een sensor op de Aarde gericht te hebben; hiervoor werd ieder sensorpakket dubbel uitgevoerd, dusdanig dat de ene sensor één kant op gericht was en de andere 180° de andere kant op. Tijdens de rotatie van een satelliet om zijn eigen draaias bleef zo altijd ten minste één sensor op ten minste één punt op de Aarde gericht. De ESSA-serie was zo de eerste satellietserie die zonder onderbreking de Aarde kon observeren.
De ESSA-satellieten waren verder uitgerust met een magnetisch geleidend systeem dat de draaias van de satelliet kantelde, zodat de sensorpaketten altijd loodrecht tegen de Aarde aankeken. Zo werd de opnamehoek van alle sensoren geoptimaliseerd.
De voornaamste sensoren van de ESSA-serie waren (oplopend steeds betere) fotocamera's, die regelmatig foto's verzonden naar ontvangststations op de Aarde. Hiertoe werd een wereldwijd netwerk van dergelijke stations opgezet en gaandeweg uitgebreid. Tijdens de piek waren er 305 stations, verspreid over de wereld en beheerd door de NASA, militaire organisaties en academische instellingen. Hiermee werd een beeld opgebouwd van de opbouw en het verloop van de bewolking in de atmosfeer gedurende een aantal jaren (ESSA-IX bleef actief tot 1972). Een aantal satellieten had echter ook andere sensoren aan boord, zoals zonnemeters.
Met de ESSA-serie begon een ononderbroken tijdperk van atmosferische studies vanuit de ruimte en nam de ruimtevaart een onmisbare positie in binnen de wetenschappen die de planeet op grote schaal bestuderen.

## Ontwikkeling van ATP, meteorologie wordt volwassen
Door het grote succes van TIROS leefde bij vele meteorologische instituten de wens om zelf de foto's te kunnen ontvangen. Tot die tijd was dat niet mogelijk, want slechts twee speciale grondstations in de Verenigde Staten waren daarvoor uitgerust. De ontvangen beelden, samengevoegd tot een mozaïek, werden binnen en buiten de VS verspreid. Echter het tijdverlies van (minimaal) 4 à 6 uur betekende een serieuze handicap voor het praktische nut ervan. Het Amerikaanse weerbureau onderkende dit en ontwierp met NASA het ATP-systeem: Automatic Picture Transmission.
Dit bestond uit een camera met 800 beeldlijnen, die de opname kon vasthouden als ladingsverdeling. Vervolgens tastte de satelliet dit "beeld" gedurende 200 seconden dit beeld automatisch af en verzond het naar beneden. De langzame aftasting van slechts 4 beeldlijnen per seconde maakte ontvangst met relatief eenvoudige apparatuur mogelijk via een Yagi- of Helix-antenne, die de satelliet volgt van opkomst tot ondergang aan de horizon. De ESSA kunstmanen hadden een omlooptijd van bijna twee uur. In die tijd draait de Aarde ± 30° naar het oosten. De weerfoto's, genomen op een hoogte van 1400 km, besloegen ruim 2700 km². Omdat zowel de opnames tijdens één omloop als de foto's van de volgende omloop elkaar gedeeltelijk overlapten, konden meteorologen deze eenvoudig aan elkaar plakken. Per dag konden minstens 3 omlopen worden gevolgd; ieder grondstation kon per omloop 3 à 4 foto's ontvangen, zodat ieder weerbureau met dit relatief simpele systeem iedere dag beschikte over ± 10 foto's. De opnames die het KNMI opving besloegen een gebied van de Oeral tot Groenland en van de Noordpool tot de Sahara.
De zeer forse investeringen in de ruimtevaart kregen zo eindelijk praktisch nut voor de man in de straat. Tijdens de oogsten bespaarde men vele miljoenen dollars, om nog maar te zwijgen over de vele opkomende orkanen die men nu tijdig opmerkte en zodoende vele mensenlevens kon redden.

## Satellieten
- TIROS-1 (A)- gelanceerd op 1 april 1960, elektrische systemen faalden op 15 juni 1960
- TIROS-2 (B)- gelanceerd op 23 november, 1960, gefaald op 22 januari 1961
- TIROS-3 (C)- gelanceerd op 12 juli 1961, gedeactiveerd op 28 februari 1962
- TIROS-4 (D)- gelanceerd op 8 februari 1962, gefaald op 30 juni 1962 (camera's gingen eerder kapot)
- TIROS-5 (E)- gelanceerd op 19 juni 1962, gefaald op 13 mei 1963
- TIROS-6 (F)- gelanceerd op 18 september 1962, gefaald op 21 oktober 1963
- TIROS-7 (G)- gelanceerd op 19 juni 1963, gedeactiveerd op 3 juni 1968
- TIROS-8 (H)- gelanceerd op 21 december 1963, gedeactiveerd op 1 juli 1967
- TIROS-9 (I)- gelanceerd op 1 januari 1965, gefaald op 15 februari 1967
- TIROS-10 (OT-1)- gelanceerd op 2 juli 1965, gedeactiveerd op 31 juli 1966

TIROS Operational System
- ESSA-1 (OT-3)
- ESSA-2 (OT-2)
- ESSA-3 (TOS-A)
- ESSA-4 (TOS-B)
- ESSA-5 (TOS-C)
- ESSA-6 (TOS-D)
- ESSA-7 (TOS-E)
- ESSA-8 (TOS-F)
- ESSA-9 (TOS-G)

ITOS/TIROS-M
- TIROS-M (ITOS-1)
- NOAA-1 (ITOS-A)
- ITOS-B
- ITOS-C
- NOAA-2 (ITOS-D)
- ITOS-E
- NOAA-3 (ITOS-F)
- NOAA-4 (ITOS-G)
- NOAA-5 (ITOS-H)

TIROS-N
- TIROS-N
- NOAA-6 (A)
- NOAA-B
- NOAA-7 (C)

Advanced TIROS-N
- NOAA-8 (E)
- NOAA-9 (F)
- NOAA-10 (G)
- NOAA-11 (H)
- NOAA-12 (D)
- NOAA-13 (I)
- NOAA-14 (J)
- NOAA-15 (K)
- NOAA-16 (L)
- NOAA-17 (M)
- NOAA-18 (N)
- NOAA-N' (zal op zijn vroegst op 27 januari 2009 gelanceerd worden)

1. ↑  Operatie maan, 1969, uitgeverij Sijthoff, auteur: Chriet Titulaer, blz. 19
2. ↑  Operatie maan, 1969, uitgeverij Sijthoff, auteur: Chriet Titulaer, blz. 10